# Делибашич, Мирза
Ми́рза Де́либашич (сербохорв. Mirza Delibašić / Мирза Делибашић; 9 января 1954, Тузла — 8 декабря 2001, Сараево) — югославский баскетболист, один из лучших игроков в истории Югославии. Играл на позициях разыгрывающего защитника, атакующего защитника и лёгкого форварда за баскетбольные клубы «Слобода», «Босна» и «Реал Мадрид». В составе сборной Югославии становился победителем чемпионатов Европы 1975 и 1977 годов, чемпионата мира 1978 года и Олимпийских игр 1980 года. В 2000 году признан лучшим спортсменом Боснии и Герцеговины XX века.

## Карьера
В детстве Мирза Делибашич серьёзно занимался теннисом и даже становился чемпионом Боснии и Герцеговины среди юниоров, но в 15 лет решил сменить вид спорта. На его решение повлияло два фактора: в Тузле не было крытых теннисных кортов, а потому играть и тренироваться можно было только летом, к тому же на турнир в Чехословакию вместо Мирзы отправился другой спортсмен, менее талантливый сын местного политика, что очень расстроило Делибашича.

### «Слобода»
Впервые придя на тренировку «Слободы» осенью 1968 года, Делибашич отыграл в команде 4 года. Ведомый им скромный клуб в 1971 году выиграл Кубок Боснии и Герцеговины.

### «Босна»
Летом 1972 года Мирза Делибашич, считавшийся на тот момент самым талантливым баскетболистом югославской молодёжной сборной, стал игроком сараевской «Босны», которая только что добилась повышения в классе и вышла в первую лигу. За Делибашича боролись несколько именитых клубов, он даже провёл целый месяц в белградском «Партизане», но в итоге предпочёл Сараево. В составе «Босны» Мирза Делибашич дебютировал в матче против сплитской «Югопластики». Постепенно команда вошла в число лидеров югославского баскетбола, заняв 3-е место в сезоне 1975/76. Делибашич, чаще игравший на позициях разыгрывающего и лёгкого форварда, был главной звездой «Босны», его даже приглашал клуб НБА «Атланта Хокс», но Мирза не решился на переезд в США.
В сезоне 1977/78 «Босна» впервые стала чемпионом Югославии, а следующей весной пришёл и европейский успех. В розыгрыше Кубка европейских чемпионов клуб выступал уверенно и в финале, проходившем 5 апреля 1979 года в Гренобле обыграл итальянский «Эмерсон» со счётом 96:93, Делибашич набрал за матч 30 очков. «Босна» первой из югославских команд выиграла этот почётный трофей. Сезон 1979/80 ознаменовался вторым югославским чемпионством «Босны», а в розыгрышах КЕЧ-1979/80 и 1980/81 команда занимала соответственно 3-е и 4-е места в финальных группах.
Всего за «Босну» Делибашич сыграл 700 матчей и набрал около 14 000 очков.

### «Реал»
Летом 1981 года Мирза Делибашич стал игроком мадридского «Реала». Он не только стал первым иностранцем-неамериканцем, но и самым высокооплачиваемым баскетболистом в истории «королевского клуба». В «Реале» Делибашич быстро стал любимцем болельщиков и помог клубу выиграть Межконтинентальный кубок в 1981 году и чемпионат Испании год спустя.
Во время предсезонной подготовки в августе 1983 года у Делибашича произошёл инсульт. В баскетбол он вернуться уже не смог, к тому же продолжал много курить и злоупотреблять алкоголем, несмотря на запреты врачей.
Отыграв в «Реале» всего два сезона, Мирза Делибашич стал легендой «сливочных». В опросе к 75-летию клуба Делибашич занял 8-е место в списке лучших игроков в истории «Реала».

### Сборная Югославии
Мирза Делибашич дважды становился чемпионом Европы в составе юниорской сборной Югославии.
За первую сборную Югославии Делибашич сыграл 176 матчей и набрал 1 759 очков. Будучи частью «золотого поколения» югославского баскетбола, Делибашич был одним из самых ярких игроков сборной второй половины 70-х. В её составе он дважды выигрывал чемпионат Европы, чемпионат мира 1978 года и олимпийский турнир на играх в Москве.

## Смерть и память
Делибашич почти всю боснийскую войну находился в Сараеве. В середине 90-х он работал директором в словенском «Мариборе». В 2000 году Мирза Делибашич был признан лучшим спортсменом Боснии и Герцеговины в XX веке.
Делибашич скончался в Сараеве 8 декабря 2001 года от серьёзной болезни, вызванной алкоголизмом. В последнее время он занимал должность директора «Босны». Многие ближайшие матчи Евролиги 2001/02 начинались с минуты молчания в память о Делибашиче. В 2007 году Делибашич был включён в Зал славы ФИБА, а в 2008 году — в список 50 человек, внёсших наибольший вклад в развитие Евролиги.
Имя Мирзы Делибашича носит дворец спорта, в котором «Босна» проводит домашние матчи.

## Достижения

### Клубные
- Чемпион Югославии (2): 1977/78, 1979/80
- Чемпион Испании: 1981/82
- Обладатель Кубка европейских чемпионов: 1978/79
- Обладатель Межконтинентального кубка: 1981

### В сборной
- Олимпийский чемпион: 1980
- Серебряный призёр Олимпийских игр: 1976
- Чемпион мира: 1978
- Бронзовый призёр чемпионата мира: 1982
- Чемпион Европы (2): 1975, 1977
- Серебряный призёр чемпионата Европы: 1981
- Бронзовый призёр чемпионата Европы: 1979
- Победитель Средиземноморских игр (2): 1975, 1979